# Jászszentlászló
Jászszentlászló là một thị trấn thuộc hạt Bács-Kiskun, Hungary. Thị trấn này có diện tích 60,34 km², dân số năm 2010 là 2528 người, mật độ 42 người/km².